# Марк Філліпс (Гаяна)
Марк Філліпс (англ. Mark Phillips нар. 5 жовтня 1961, Джорджтаун) — політичний діяч Гаяни і відставний військовий офіцер, який став прем'єр-міністром країни за президентства Ірфаана Алі у серпні 2020 року. В 2013—2016 роках був начальником штабу Сил оборони Гаяни.

## Біографія
Марк Філліпс здобув ступінь бакалавра у галузі державного управління в Університеті Гаяни і ступінь магістра у галузі управління державним сектором у Папському католицькому університеті Мадре і Маестра. У вересні 1981 роки закінчив Королівську військову академію у Сандгерсті.
На загальних виборах 2020 балотувався разом з Ірфааном Алі від Народної прогресивної партії Гаяни. 2 серпня 2020 року був призначений прем'єр-міністром Гаяни, а також став першим віце-президентом і є конституційним наступником президента Гаяни в разі позапланового звільнення цієї посади.